# Eleazara yangi
Eleazara yangi är en insektsart som beskrevs av Cai och He 1997. Eleazara yangi ingår i släktet Eleazara och familjen dvärgstritar. Inga underarter finns listade i Catalogue of Life.